# Операція «Гроза» (ядерне випробування)
Операція «Гроза» — кодова назва операції з випробування ядерного вибуху, яка була проведена в СРСР 6 вересня 1961 року близько 9 години ранку за московським часом (UTC+4) на ракетному полігоні Капустин Яр, що в північно-західній частині Астраханської області Росії і в західній частині Гур'євської та Західно-Казахстанської областей Казахстану.

## Відомості
Метою операції «Гроза» було державне випробування зенітної керованої ракети «215» з ядерним зарядом і новим запобіжно-виконавчим механізмом «ЗВМ» системи ППО — С-25. Підставою для проведення цієї операції послужило частково успішне випробування ракети ЗУР-215 з ядерною бойовою частиною, яке було проведене 19 січня 1957 року, і два невдалих контрольних випробування ракет «215» з ядерною бойовою частиною, що були проведені 1 листопада та 3 листопада 1958 року.
В операції місцем прицілювання, в яке була запущена зенітна ракета, служив кутовий відбивач, що попередньо був доставлений аеростатом на висоту близько 20 км в точку запланованого вибуху. Ракета наводилася на ціль за допомогою радіолокатора системи ППО. Також на аеростаті були встановлені міцні сталеві контейнери з вимірювальною апаратурою для вимірювання гамма-випромінювання та інших параметрів ядерного вибуху. Фактична висота ядерного вибуху склала 22 700 м, а потужність — 11 кт.
Для вимірювання γ- та β-випромінювання, в хмару вибуху були запущені дві ракети 207АТ з вимірювальною апаратурою. Одна ракета пройшла поблизу хмари через 10 секунд після вибуху, а інша пройшла на 2 км нижче точки вибуху.